# Trichostomum mildeanum
Trichostomum mildeanum är en bladmossart som beskrevs av Juratzka 1870. Trichostomum mildeanum ingår i släktet lansettmossor, och familjen Pottiaceae. Inga underarter finns listade i Catalogue of Life.